# 파라카스 문화

파라카스 문화의 영향권

파라카스 문화(Paracas culture)는 대략 기원전 800년에서 기원전 100년까지 존재한 안데스 사회이다. 관개와 물 관리에 대한 광범위한 지식을 보유하고 있었으며, 고도의 직물 공예품을 남겼다. 이 문화는 오늘날 페루의 이카 지방에 위치해 있었다. 파라카스 사람들의 삶에 대한 대부분의 정보는 1920년대 페루의 고고학자 훌리오 테요(Julio C. Tello)가 최초로 공식 조사한 파라카스 반도의 대규모 해변 유적지인 파라카스 유적에서 발굴된 것이다.

## 같이 보기
- 나스카 문화